# Bogdan Deoniziak
Boguslaw "Bogdan" Deoniziak (født 1968 i Polen) er en tidligere dansk atlet, som var medlem af Fredensborg AK, Viby IF og Sparta Atletik. Han vandt fem individuelle danske mesterskaber i hækkeløb.
Deoniziak som i Polen løb for Bałtyk Gdynia i Gdynia fik dansk indfødsret 1994 og var på det danske landshold samme år. 

## Danske mesterskaber
- Guld 1994  110 meter hæk 14,34w
- Guld 1993  110 meter hæk 14,40
- Guld 1993  400 meter hæk 52,19
- Sølv 1991  110 meter hæk 14,32
- Sølv 1991  400 meter hæk 53,11
- Guld 1990  400 meter hæk 51,99
- Sølv 1990  110 meter hæk 14,37
- Guld 1989  60 meter hæk inde 8,19

## Personlige rekorder
- 110 m hæk: 13,9h 1993
- 200 m hæk: 24,09 1993
- 400 m hæk: 51,46 1994